# Diecéze rochesterská
Diecéze rochesterská (latinsky Dioecesis Roffensis) je římskokatolická diecéze sufragánní vůči Newyorské arcidiecézi. Její teritorium zahrnuje část státu New York, konkrétně okresy Cayuga, Chemung, Livingston, Monroe, Ontario, Schuyler, Seneca, Steuben, Tioga, Tompkins, Wayne a Yates. Katedrálou je kostel Srdce Páně v Rochesteru.

## Stručná historie

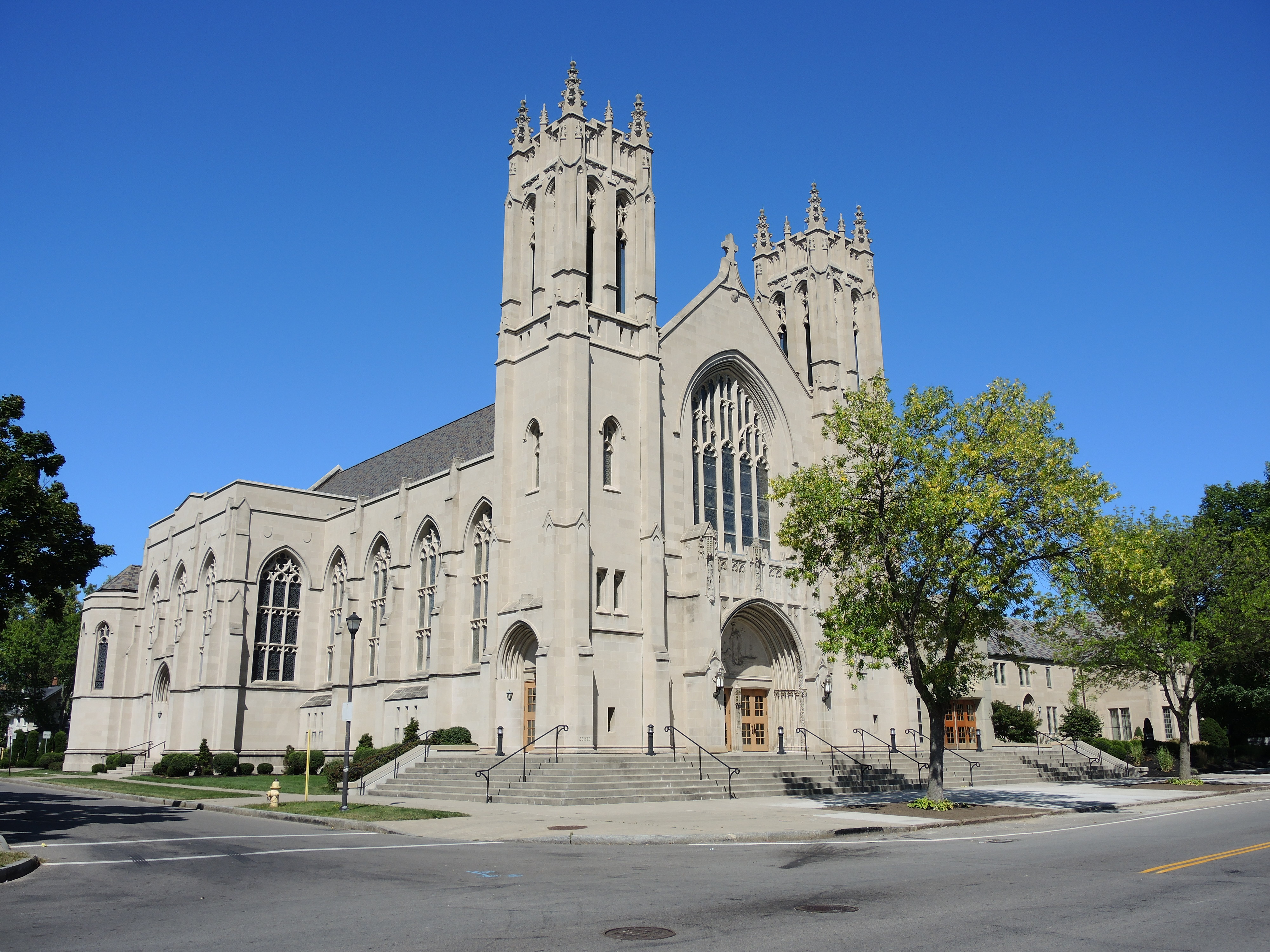
Katedrála Srdce Páně v Rochesteru.

Papež Pius IX. dne 3. března 1868 vydal breve Summi apostolatus, jímž z diecéze bufalské vyčlenil diecézi Rochester, která byla podřízena jako sufragánní Newyorské arcidiecézi.